# Polregio-Baureihe SA138
Die Baureihe SA138 sind dieselbetriebene Triebzüge der Firma Newag in Nowy Sącz. Die dreiteiligen Triebzüge haben die Firmenbezeichnung 221M. Sie werden durch Polregio in verschiedenen Regionen Polens eingesetzt.

## Geschichte
Die Produktion der Reihe SA138 begann im Jahr 2010 mit einem Auftrag von der Woiwodschaft Pommern über vier dreiteilige Fahrzeuge, die als SA 138 001 bis 004 bezeichnet wurden. Außerdem wurden mit diesem Auftrag zwei zweiteilige Fahrzeuge der Polregio-Baureihe SA137 bestellt.
Die Fahrzeuge wiesen moderne Ausstattungsmerkmale auf. 2012 wurde ein weiteres Fahrzeug von der Woiwodschaft Schlesien bestellt. Die Fahrzeuge werden ebenso wie die SA137 auf weniger frequentierten Strecken eingesetzt. Die Fahrzeuge wurden innerhalb der einzelnen Woiwodschaften mehrfach getauscht.

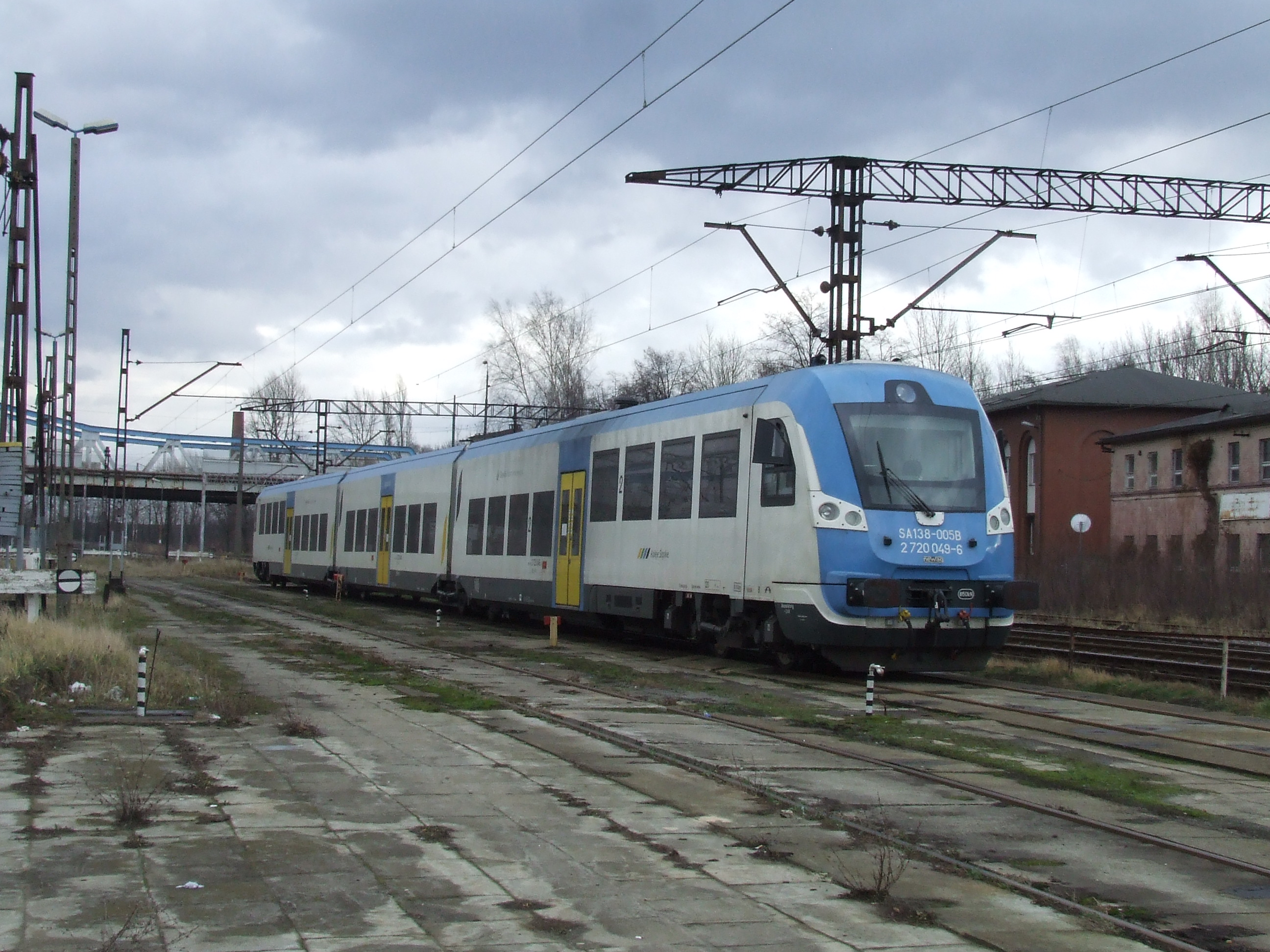
Foto des SA138-005 in Gliwice
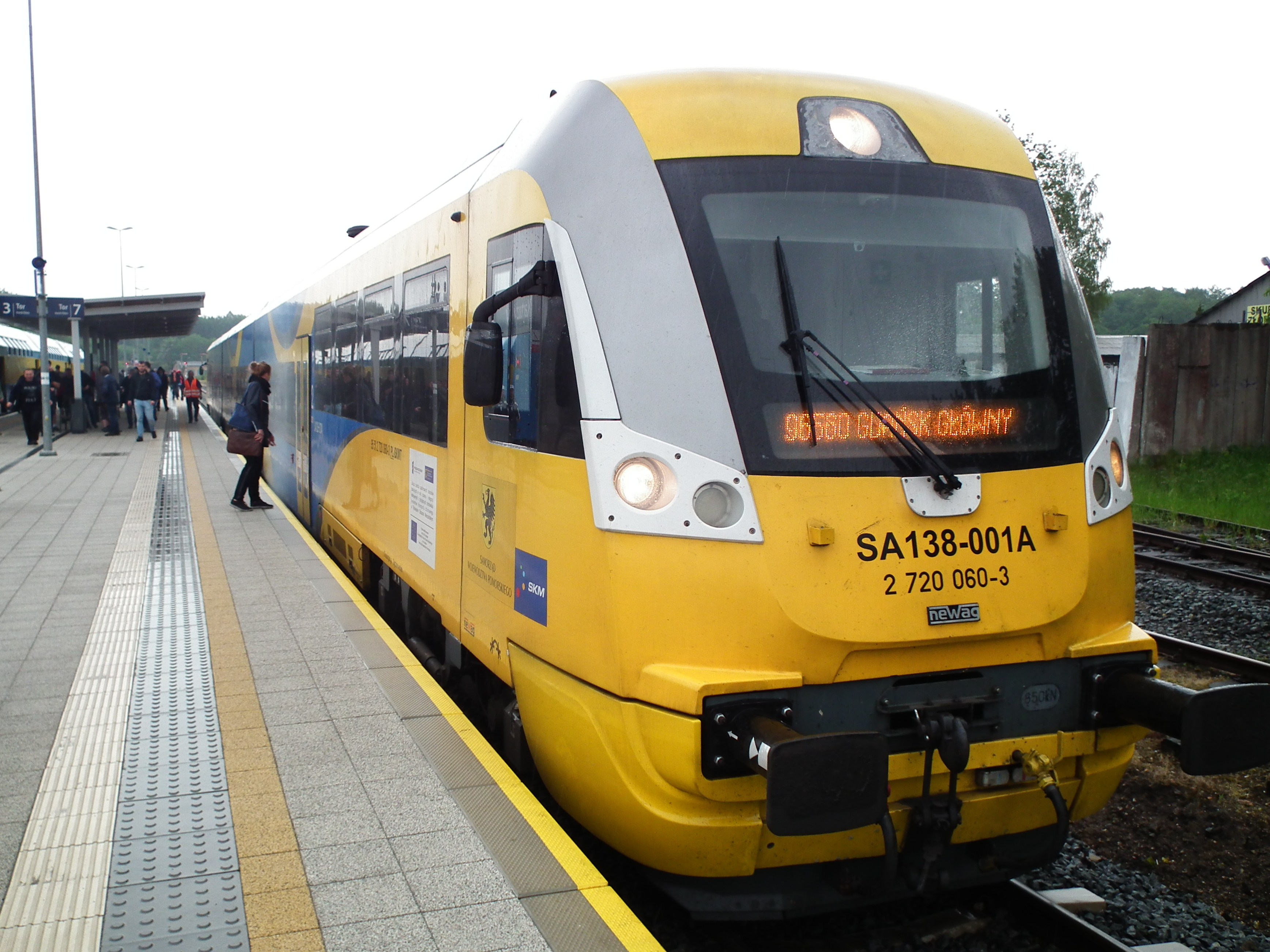
Foto des SA138-001 in Kartuzy
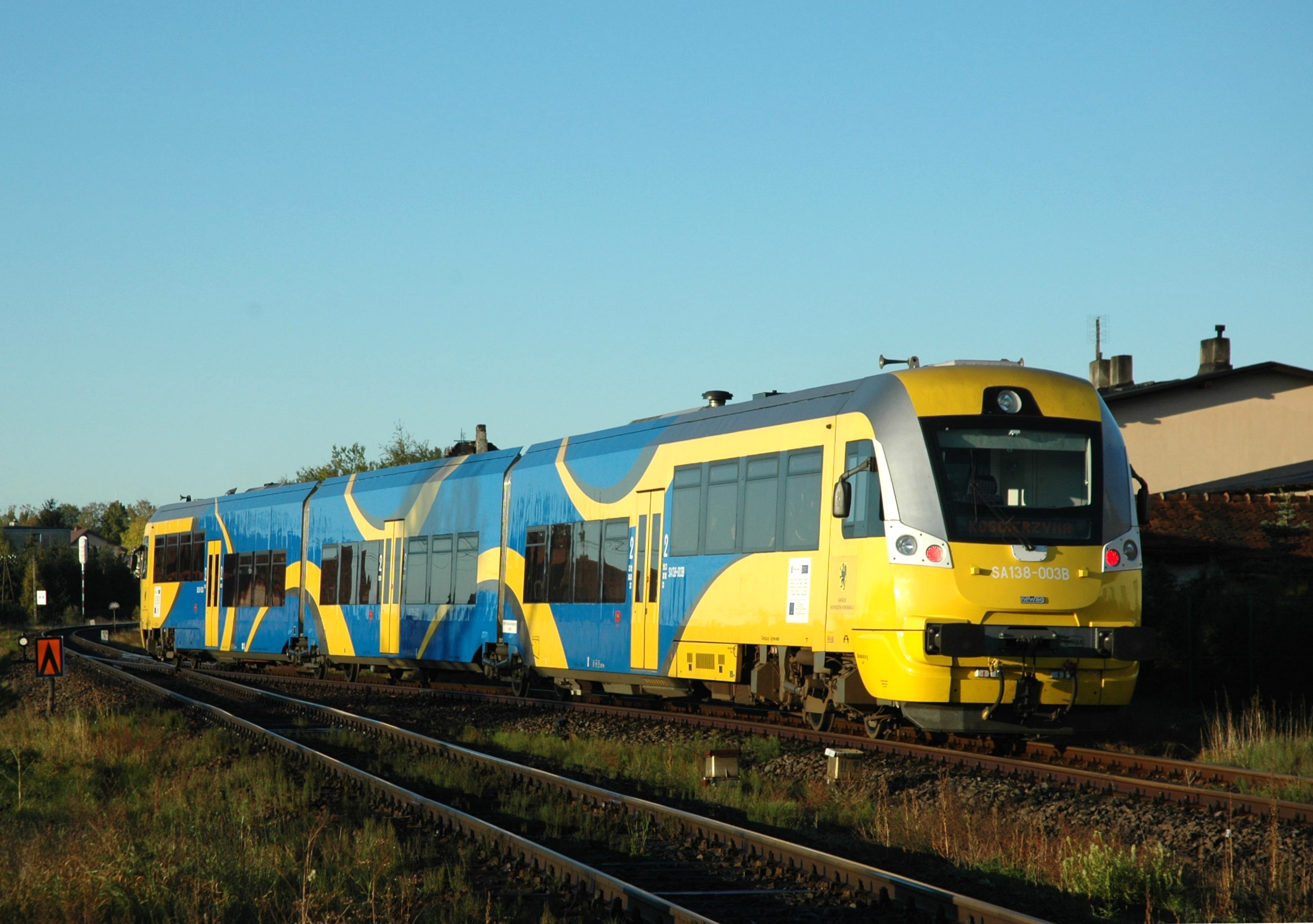
Foto des SA138-003

## Konstruktion
Die Fahrzeuge wurden mit der Baureihe SA137 geliefert. Dadurch sind viele Baugruppen beider Fahrzeugtypen identisch. Die SA138 besitzen lediglich einen weiteren antriebslosen Mittelwagen. Die Fahrzeuge besitzen im Bereich der Einstiegstüren eine Fußbodenhöhe von 600 mm über Schienenoberkante (SOK), im Bereich der Drehgestelle eine Fußbodenhöhe von 1200 mm. Die Mittelwagen sind komplett niederflurig ausgeführt. Jedes Fahrzeugteil hat auf jeder Seite eine Einstiegstür, die als Schwenkschiebetür ausgebildet ist. Die primäre Federung erfolgt über Schraubenfedern, die sekundäre Federung über Gasdruckfedern. Diese Federung garantiert einen hohen Fahrkomfort und senkt den Geräuschpegel der Fahrzeuge wesentlich. Die Inneneinrichtung besteht aus vandalismusresistenten Sitzen mit hohen Rückenlehnen, einer behindertengerechte Toilette sowie ein Fahrgastinformationssystem. Die Führerstände sind nach den aktuellen Crash-Normen ausgeführt.
Angetrieben werden die Fahrzeuge von zwei PowerPacks mit Motoren von MTU Friedrichshafen und einer hydrodynamischen Kraftübertragung. Sie haben eine Reichweite von 1000 km. Die Fahrzeuge besitzen Mehrfachsteuerung. Damit können drei Triebwagen oder zwei Triebwagen und ein Beiwagen von einem Führerstand aus gesteuert werden. Die Fahrzeuge sind mit herkömmlichen Zug- und Stoßeinrichtungen mit Schraubenkupplung und Hülsenpuffer ausgerüstet.